# フィリップ・クリャイッチ
フィリップ・クリャイッチ（Filip Kljajić 、1990年8月16日 - ）は、セルビア出身のプロサッカー選手。ポジションはゴールキーパー。元セルビア代表。

## 経歴

### クラブ
レッドスター・ベオグラードのアカデミーで育成された が、トップ昇格はかなわずFKハイドゥク・ベオグラードでプロデビュー。2009-10シーズンは3部リーグのFKシュマディヤ・ヤグニロでプレー。
2010-11冬の移籍ウインドーでFKメタラツ・ゴルニ・ミラノヴァツに移籍。
2012年7月、メタラツの2部リーグ降格に伴いFKラド・ベオグラードに移籍。
2014年2月14日、パルチザン・ベオグラードと4年契約を結んだ。
2020年1月8日、J2リーグの大宮アルディージャに完全移籍で加入。加入後から控えに甘んじていたが、守護神である笠原昂史の負傷時にはその穴を埋める活躍を見せた。しかし笠原復帰後は再び控えに回った。
2021年5月9日、アウェイザスパクサツ群馬戦で右膝前十字靭帯断裂の負傷。全治8ヶ月を余儀なくされた。その後出番は無く、2021年シーズン終了後に契約満了となった。

### 代表
2016年9月29日に開催されたカタール代表との親善試合でセルビア代表初キャップ。

## 個人成績
| 国内大会個人成績 | 国内大会個人成績 | 国内大会個人成績 | 国内大会個人成績 | 国内大会個人成績 | 国内大会個人成績 | 国内大会個人成績 | 国内大会個人成績 | 国内大会個人成績 | 国内大会個人成績 | 国内大会個人成績 | 国内大会個人成績 |
| 年度             | クラブ           | 背番号           | リーグ           | リーグ戦         | リーグ戦         | リーグ杯         | リーグ杯         | オープン杯       | オープン杯       | 期間通算         | 期間通算         |
| 年度             | クラブ           | 背番号           | リーグ           | 出場             | 得点             | 出場             | 得点             | 出場             | 得点             | 出場             | 得点             |
| 日本             | 日本             | 日本             | 日本             | リーグ戦         | リーグ戦         | リーグ杯         | リーグ杯         | 天皇杯           | 天皇杯           | 期間通算         | 期間通算         |
| ---------------- | ---------------- | ---------------- | ---------------- | ---------------- | ---------------- | ---------------- | ---------------- | ---------------- | ---------------- | ---------------- | ---------------- |
| 2020             | 大宮             | 40               | J2               | 22               | 0                | -                | -                |                  |                  |                  |                  |
| 2021             | 大宮             | 40               | J2               | 7                | 0                | -                | -                |                  |                  |                  |                  |
| 通算             | 日本             | 日本             | J2               | 29               | 0                | -                | -                |                  |                  |                  |                  |
| 総通算           | 総通算           | 総通算           | 総通算           | 29               | 0                | 0                | 0                |                  |                  |                  |                  |

## 代表歴

### 試合数
- 国際Aマッチ 1試合 0得点（2016年）[7]

| セルビア代表 | 国際Aマッチ | 国際Aマッチ |
| 年           | 出場        | 得点        |
| ------------ | ----------- | ----------- |
| 2016         | 1           | 0           |
| 通算         | 1           | 0           |

## タイトル
パルチザン・ベオグラード
- セルビア・スーペルリーガ (2): 2014–15, 2016–17
- セルビア・カップ (2): 2015–16, 2016–17

FCトルペド・クタイシ
- サカルトヴェロス・スペルタシ (1): 2024